# Aire urbaine de Ham
L'aire urbaine de Ham est une aire urbaine française, constituée autour de la ville de Ham
Elle a été créée en 2010 lors de la redéfinition des aires urbaines par l'Insee. Elle comprend quatre communes, dont trois correspondent à l'unité urbaine de Ham. En 2022, ses 6 995 habitants faisaient d'elle la 429e des aires urbaines françaises.
En 2020, l'Insee définit un nouveau zonage d'étude : les aires d'attraction des villes. L'aire d'attraction de Ham remplace désormais son aire urbaine, avec un périmètre différent.

## Caractéristiques
D'après la définition qu'en donne l'Institut national de la statistique et des études économiques (INSEE), l'aire urbaine de Ham constitue une « petite aire », c'est-à-dire « un ensemble de communes, d'un seul tenant et sans enclave, constitué par un pôle (unité urbaine) de 1 500 à 5 000 emplois, et par des communes rurales ou unités urbaines dont au moins 40 % de la population résidente ayant un emploi travaille dans le pôle ou dans des communes attirées par celui-ci ».
D'après la délimitation de l'INSEE en 2010, l'aire urbaine de Ham est composée de 3 communes, toutes situées dans le département de la Somme, sauf une commune située dans le département de l'Aisne.
Elle inclut l'unité urbaine de Ham, pôle urbain de l'aire urbaine avec 3 communes, et la commune de Pithon du département de l'Aisne.
En 2022, elle comptait 6 995 habitants pour 50,66 km2, soit une densité d'environ 147 hab./km2.

## Les 4 communes de l'aire
Les 4 communes de l'aire urbaine de Ham et leur population municipale en 2022 :
| Code Insee | Nom             | Type             | Superficie (km2) | Population (hab.) | Densité (hab./km2) |
| ---------- | --------------- | ---------------- | ---------------- | ----------------- | ------------------ |
| 02604      | Pithon          | Couronne urbaine | 2,44             | 78                | 32                 |
| 80274      | Eppeville       | Pôle urbain      | 4,95             | 1 719             | 347,3              |
| 80410      | Ham             | Pôle urbain      | 9,50             | 4 408             | 464                |
| 80579      | Muille-Villette | Pôle urbain      | 33,77            | 790               | 121                |

## Évolution démographique
| 1968  | 1975  | 1982  | 1990  | 1999  | 2010  | 2015  |
| ----- | ----- | ----- | ----- | ----- | ----- | ----- |
| 8 878 | 9 217 | 9 126 | 8 514 | 8 296 | 7 756 | 7 422 |